# Camp-Perrin
 Camp-Perrin (créole haïtien : Kanperen) est une commune de l'arrondissement des Cayes, chef-lieu du département du Sud de la République d'Haïti. Elle s'étend sur une superficie de 151,42 km2, soit environ 10 000 carreaux ou encore 160 000 seizièmes ou vingt-cinq. En 2009, sa population était estimée à plus de 40 000 habitants.
L'orthographe de Camp-Perrin ne sera pas fixée avant le milieu du XIXe siècle. Camp est écrit avec un « c » minuscule, quelquefois avec un « C » majuscule ; on écrit « Perrin » ou « Périn ».

## Histoire
Camp-Perrin aurait été fondé par Perrin de Saint-Aubin qui arriva de France à Saint-Domingue à la fin du XVIIIe siècle. Perrin de Saint-Aubin aurait établi un camp militaire à l'emplacement de l'actuelle église catholique Sainte-Anne.
Pierre Perrin du Fief, né vers 1721 à Cognac (Charente, France), écuyer, ancien seigneur de Saint-Aubin, était écrivain principal de la marine faisant fonction de commissaire général, subdélégué de l’intendant aux Cayes. Pierre Perrin du Fief de Saint-Aubin épousa Marie Louise Fanet ou Fairet (1721-1774) dont il eut un fils, Timothée Perrin du Fief né en 1745 et décédé en 1773, et une fille, Louise Marie Claire née en 1748. Il mourut en 1770 aux Cayes.
Timothée aurait lui-même eu deux fils: Louis Pierre et Timothée Pierre André.
Louis Pierre Perrin du Fief de Saint-Aubin (né en 1768 et décédé en France en 1841) possédait en 1803 au moins deux caféières et une sucrerie dans la région dépendante des Cayes  Son épouse Marie Anne de Fontaine sera reconnue par la France comme ayant droit de l’indemnité due à son mari.
Timothée Pierre André devint capitaine de la Garde nationale et mourut en 1793 aux Cayes. Dans une note en bas de page de son article « Colons et esclaves du Sud de Saint-Domingue au début de la Révolution » publié dans la Revue française d’histoire d’outre-mer (1974), Bernard Foubert lui attribue cet extrait d’une lettre envoyée depuis les Cayes au Dr Smith à Paris le 22 janvier 1793: « Le peu d’entre nos nègres qui avaient levé l’étendard de la rébellion est actuellement rendu sur la caféière de mon frère et sollicitent de là leur pardon ».
Louise Marie Claire Perrin du Fief (1748-1776) épousa en 1766 Étienne-Louis Moreau, seigneur de Champlois (1729-1790) et engendra trois enfants: Marie Madeleine Augustine Moreau de Champlois (1770), Louis Moreau de Champlois qui s’engagea comme officier dans les chasseurs d’Alsace (France) et Charles Moreau de Champlois qui devint religieux à l’abbaye de Port-Salut.
Dans l’État détaillé des liquidations opérées par la commission chargée de répartir l’indemnité attribuée aux anciens colons de Saint-Domingue, on trouve parmi les propriétaires fonciers Catherine-Thérèse Perrin de Coinche, veuve Perreau de Fontermant, Louis-Marie Perrin de Richemont, affilié à Perrin de Saint-Aubin, Louis Perrin de Richemont, Mathurin-Élisabeth Perrin, veuve en secondes noces du sieur Guillotin.
L’instabilité orthographique du français de l’époque font que parfois on écrit Perrain, au lieu du patronyme Perrin. C’est ainsi que dans l’État détaillé des liquidations, on trouve des Perrain de Richemont au lieu de Perrin de Richemont et Du Fief est parfois écrit  en un seul mot Dufief. Au plus fort de la guerre indépendantiste, certains colons français ont embarqué pour quitter Saint-Domingue si précipitamment sans emporter aucun document officiel. On eut recours à des témoins pour établir leur identité et leur patrimoine.

### Poste militaire
L'histoire fait référence en maintes occasions au camp Perrin. Ce camp a joué un rôle très important dans toutes les actions militaires qui émaillèrent le département du Sud aux XVIIIe et XIXe siècles. Du fait de sa position stratégique au pied des montagnes de Plymouth qui séparent le nord et le sud du département, le camp jouait le rôle de verrou.
Carolyn E. Fick dans The Making of Haiti parle du Camp Périn dont le commandant, en 1793, un certain Petit, entretient une correspondance régulière avec le commissaire civil Polverel.
Dans Quelques éclaircissements sur les troubles survenus dans le département du Sud de Saint-Domingue en août 1796, Mandar-Argeaut (pseudonyme de Moreau de Saint-Méry) relate l'insurrection contre le général Desfourneaux et les délégués envoyés par Sonthonax dans le Sud pour contraindre les affranchis mulâtres à exécuter la Proclamation de la liberté générale. Dans cet ouvrage, il fait plusieurs fois mention du camp Perrin, situé aux limites de la dépendance de Jérémie. À cette occasion, Nicolas Geffrard, mulâtre né à Périgny, non loin de là, capitaine des chasseurs du 4e  bataillon, père de Fabre Nicolas Geffrard qui allait devenir président d’Haïti (1859-1867), se distingua. Il reçut pour prix de sa valeur le commandement du camp 
Au sujet de la guerre du Sud entre Toussaint Louverture et André Rigaud en 1801, Beaubrun Ardouin relate les actions de Demuzaine Lagrenonnière, de Codère et de Jean-Charles Tibi, partisans de Rigaud au camp Perrin.
En 1803, pendant la période coloniale, les cultivateurs du camp Perrin s'insurgent et prennent part aux luttes indépendantistes d'un noir, Guillaume Lafleur, et d'un blanc, Lafredinière, ex-commandant du camp qui s'est rangé du côté des indigènes.
Pendant la révolution de 1843, le camp Perrin, commandé par Jean-Baptiste Riché, qui deviendra président d'Haïtien 1846, est le centre nerveux de l'insurrection des Piquets, paysans armés de piques, de machettes et de fusils, sous le commandement de Jean-Jacques Acaau, ancien lieutenant de gendarmerie, Dugué Zamor, ancien tambour-major du 13e régiment et de Jean Claude, ancien adjudant-major de la garde nationale du camp Perrin. C'est pendant cette période que le nom « Camp-Perrin », avec un trait d'union, apparaît pour la première fois dans une convention en date du 4 avril 1844 passée entre la Constituante et les commissaires du Camp-Perrin à la suite de différends qui ont amené des troubles dans l'arrondissement militaire des Cayes dont dépendait le poste de Camp-Perrin. Les commissaires de Camp-Perrin étaient Jourdain Barbot, Cazeau aîné, Cazeau jeune et Jérôme Zélé.
Le 1er décembre 1849, le journal officiel Le Moniteur Haïtien publie l'ordonnance qui attribue le titre de baron au commandant du poste militaire de Camp-Perrin Lazarre Lamonge.
Le 1er mai 1862, les insurgés de Cholette qui occupaient Camp-Perrin sont mis en déroute par le général Fabre Geffrard qui commandait l'arrondissement des Cayes.

### Section rurale
Sous la présidence de Michel Domingue (1874-1876), les communes sont subdivisées officiellement en sections rurales. Camp-Périn devient la cinquième des douze sections rurales des Cayes. Entre-temps, la population civile se multiplie, composée essentiellement d'agriculteurs qui exploitent la fertile plaine des Cayes favorable aux cultures céréalières, ainsi que les hauteurs propices à la culture du café et du cacao.
En 1905, l'église catholique érige sur les ruines de l'ancien camp Perrin l'église dédiée à Sainte-Anne.

### Quartier
Le 23 octobre 1909, les « grands Pouvoirs publics dans le but de répondre aux besoins des populations qui prennent de l'extension » érigent les postes militaires de l'Ile-à-Vache et de Camp-Périn [sic] en quartiers, dépendant de l'arrondissement des Cayes (département du Sud).

### Commune et paroisse
Le 9 mai 1933, un an avant la fin de l'occupation américaine, le corps législatif considère que « le développement économique du quartier de Camp-Perrin nécessite qu'il soit érigé en commune ». Le 13 mai suivant, le président Sténio Vincent approuve ladite proposition et élève Camp-Perrin, qui jusque-là relevait de la commune des Cayes, au rang de commune de 5e classe, avec pour limites celles de l'ancien « quartier de Camp-Perrin ». Ipso facto, Camp-Perrin devient une paroisse selon la Loi sur les divisions religieuses de 1861 qui stipule que les diocèses, établis dans les départements, comprendront « autant de paroisses distinctes que les départements correspondants comprennent de communes ». Mais en réalité, depuis le 15 juillet 1905 l’église catholique avait élevé Camp-Perrin, chapelle depuis 1893, au rang de paroisse de Sainte-Anne.
Un arrêté présidentiel de Sténio Vincent, en date du 19 juillet 1937, attribue à la nouvelle commune de Camp-Perrin les 3e, 5e et 6e sections rurales de la commune des Cayes à savoir les sections de Lévy, de Camp-Perrin et du poste militaire de Camp-Perrin.
En 1945, les Oblats de Marie-Immaculée fondent le Petit Séminaire de Mazenod pour accueillir et former de jeunes séminaristes. C'est l'actuel Petit Séminaire-Collège de Mazenod qui reçoit des jeunes pour les études secondaires. Les élèves de Mazenod figurent régulièrement au palmarès des meilleurs résultats nationaux aux examens de fin d'études.
Dans la nuit du 11 au 12 octobre 1954, l’ouragan Hazel ravage l'église catholique qui est reconstruite par les pères Armand et André Brédard. L'ouragan Matthew emportera une fois de plus l'église en octobre 2016.

## Géographie
Camp-Perrin se situe à 22 km au nord de la Ville des Cayes. Camp-Perrin se situe à 18°19′ de latitude nord et 73°52′ de longitude ouest. Ses communes limitrophes sont Duchity et Pestel au nord, Maniche à l'est, les Cayes au sud, Torbeck à l'ouest.
Camp-Perrin est divisé administrativement en trois sections communales réparties sur quelques dizaines de localités, appelées couramment « zones » :
1. Lévy/Mersan;
2. Champlois;
3. Tibi Davezac.

Camp-Perrin est traversé du nord au sud par la Ravine du Sud, plus grand cours d'eau du département qui prend sa source dans les hauteurs de la chaîne de Plymouth (source Perrin) et finit sa course sur la plage de Gelée, près des Cayes.

### Territoires limitrophes

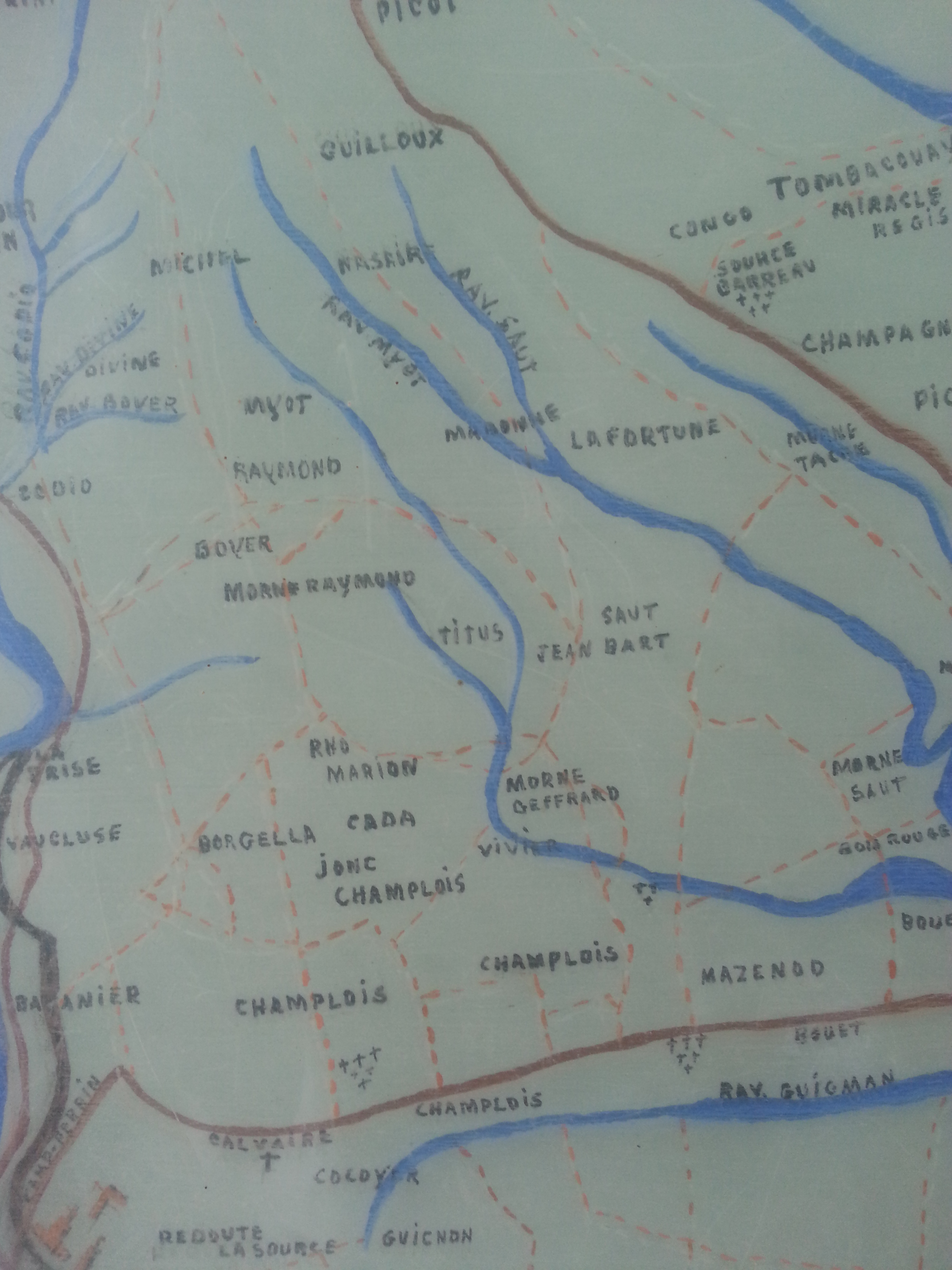
Zones de Camp-Perrin.

| Jérémie, à 45 km                     | Corail, à 27 km Pestel, à 25 km | Baradères, à 30 km                         |
| Les Irois, à 139 km Torbeck, à 19 km | Camp-Perrin                     | Port-au-Prince, à 163 km Maniche, à 9,7 km |
| Chantal, à 14 km                     | Les Cayes, à 19 km              | Cavaillon, à 23 km                         |

### Températures
La température maximale moyenne est de 31 °C en juillet et la température minimale de 20 °C en janvier et février. Les mois les plus pluvieux vont de mai à octobre.

### Relief
À une dizaine de kilomètres de la ville des Cayes, chef-lieu du département du Sud, Camp-Perrin s'assied dans la plaine des Cayes et s'adosse sur les contreforts du massif de la Hotte.
Avec ses pics (Ka Reneau, Lapòt), ses mornes et ses plateaux boisés (Nanso), ses fabuleux escarpements (Joumpatann), ses rivières et leurs affluents (Opak, Lasous, Nan vivye), ses cascades (Telisma), ses nombreux étangs (Letan Dwat, Letan Lacho (Étang Lachaux), sa vaste plaine, sa vue plongeante sur les côtes, sur la mer des Caraïbes et, au-delà, sur l'Île-à-Vache, Camp-Perrin présente un concentré de géographie physique. C'est la commune la plus haute du département avec une altitude moyenne de 200 mètres. Cette altitude, ainsi que les vingt-cinq points d'eau dont sept rivières, onze sources, six étangs (Camp-Perrin reçoit plus de 5 mètres de pluie par an) et la végétation dense procurent un micro-climat frais. Ainsi Camp-Perrin a longtemps été un lieu de villégiature des familles aisées de la ville des Cayes.

## Langues

### Le créole
100% des camp-perrinois parlent et comprennent couramment le créole haïtien. On écrit de plus en plus dans cette langue, surtout dans les messages échangés sur les réseaux sociaux électroniques. Mais l'orthographe n'est pas universelle, elle se confond souvent ou se rapproche de l'orthographe des mots correspondants en français. Le créole émaille toutes les conversations, même dans une autre langue, pour exprimer les émotions fortes.

### Le français
Le français est la langue d'enseignement dans les écoles. Depuis les années 1970-1980, les familles font beaucoup d'effort pour envoyer leurs enfants à l'école, malgré le coût exorbitant (écolages, livres et autres fournitures, uniformes, transport) si bien que beaucoup de camp-perrinois comprennent assez bien cette langue. C'est la langue des documents officiels, celle des discours des grandes occasions, celle de certaines interventions publiques (quelques émissions de radiodiffusion, par exemple).

### L'anglais
Il n'est pas rare d'entendre parler anglais à Camp-Perrin, surtout pendant les vacances d'été. Cela est dû au fait que les enfants des familles émigrées aux États-Unis y retournent pendant cette période et s'expriment naturellement dans cette langue. Bien que la grammaire de cette langue soit enseignée dans les écoles, la pratique n'est pas efficiente et ne permet pas aux écoliers de la parler couramment.

### L'espagnol
L'espagnol est aussi enseigné dans les écoles, mais peu pratiqué dans la réalité quotidienne. Au début du siècle passé, de nombreux camp-perrinois avaient émigré à Cuba et en République dominicaine. Ces « viejos » savaient s'exprimer couramment en espagnol mais il n'en reste pratiquement aucun survivant aujourd'hui. Ainsi, l'espagnol a presque disparu de la vie quotidienne, à part entre les médecins cubains ou les techniciens dominicains expatriés en mission dans le village.

## Activités économiques

### Agriculture
L'agriculture et le commerce représentent encore les activités principales des Camp-Perrinois. L'industrie y est peu développée, en dehors des ateliers-écoles de mécanique agricole qui fabriquent principalement des produits en métal. En ce qui concerne l'artisanat, on confectionne des habits traditionnels avec des dessins appliqués, on travaille le bois pour fabriquer des meubles.
Une prise d'eau aménagée dans la Ravine du Sud à Balanier et un réseau de canaux d'irrigation, construits en 1765 par le colon Pierre Valentin d'Avezac, permet d'arroser près de 3 000 carreaux de terre de la plaine des Cayes où sont cultivés maïs, petit-mil, pois, tabac, etc.
La partie haute du village, s'appuyant sur la chaîne de Plymouth, donne lieu à la culture de caféiers, de cacaoyers et d'arbres fruitiers (manguiers, avocatiers, etc.) ainsi que de tubercules (patates douces, ignames, maniocs, etc.).

### Élevage
L'élevage est pratiqué par des paysans qui élèvent quelques bovins, porcs, chèvres et poules destinés à l'alimentation ainsi que des coqs de combat pour les gaguères (les arènes dédiées aux combats de coq).

### Mines
Les mines de charbon, de lignite en particulier, dont on faisait état à la fin du XIXe siècle n'ont jamais été exploitées,soit un dépôt de petites quantités de moins d'un million de tonnes En 1881, le Français M. A. Strauss à qui l'État avait concédé l'exploitation n'a jamais pu le faire, faute de capitaux. D'autres tentatives sont restées infructueuses. En dehors des lignites, on y trouve d’autres minerais tel les Marnes, l’argile, calcaires argileux mineurs [Ravin du bras gauche ; à l'ouest du camp-Perrin]

### Commerce
La Fédération nationale des maires d'Haïti (FENAMH) recense en 2005 environ 173 boutiques. Autrefois, la position-clé entre le nord et le sud de la presqu'île a aussi favorisé le commerce à Camp-Perrin. Les commerçants locaux achetaient les produits agricoles des paysans de Plymouth qu'ils revendaient aux habitants des régions du sud; ils vendaient aux paysans les produits manufacturés qu'ils achetaient aux négociants des Cayes. L'amélioration des routes tend à faire disparaître ce rôle clé des commerçants camp-perrinois.

### Finances
Par ailleurs, selon la FENAMH, on trouve à Camp-Perrin en 2005 près de 300 banques de borlette (établissements de jeux de loterie), trois caisses d'épargne et de prêt, huit bureaux de change et cinq « maisons d'affaires » (organismes de prêt sur gage).
La route nationale qui relie Camp-Perrin à Jérémie, chef-lieu du département de la Grande-Anse, longe la rive gauche de la Ravine du Sud. En l'absence de pont, cette situation a valu à la commune un développement unilatéral: la plupart des infrastructures (écoles, marché, magasins, services administratifs, résidences privées) sont situées de ce côté gauche de la rivière. La construction d'une passerelle piétonne n'a pas réussi à rendre attractif le côté droit de la rivière.

### Rôle de la diaspora
Dans les années 1970-1980, beaucoup de camp-perrinois ont émigré en Amérique du Nord, principalement dans les villes de New York et Miami. Ils s'y sont faits rejoindre par leur famille.
Actuellement, cette diaspora joue un rôle important dans l'économie locale, en faisant des dons réguliers aux membres de leur famille demeurant encore dans le village, en y faisant construire leurs résidences secondaires, en y fondant des entreprises (Radio-Télé La Brise), en mettant sur pied des organisations non gouvernementales d'intervention dans plusieurs domaines notamment celui de l'éducation (Projet Sainte-Anne).

## Religions

### Christianisme
Il n'y a pas de statistiques disponibles en matière de pratiques religieuses des habitants de Camp-Perrin. Même s'il n'y a pas de religion officielle en Haïti, le fait est que le catholicisme romain occupe à Camp-Perrin une position dominante, comme partout en Haïti, surtout à travers leur prépondérance dans le domaine de l'instruction scolaire.
D'autres églises chrétiennes, la plupart venant des États-Unis, tentent de convertir la population à un puritanisme protestant.

### Vaudou
En général, on croit dans le vaudou, au moins comme moyen d'incarnation et de mobilisation de forces du mal : idée inculquée par les religions chrétiennes, adversaires résolus du vaudou. Les protestants vivent leur foi comme un rempart contre lesdites forces maléfiques.
Le vaudou n'est pas une religion exclusiviste. Il n'interdit pas à ses adeptes la pratique d'autres rites religieux. Des fidèles d'autres religions peuvent à s'adresser à un houngan ou une manbo (prêtre et prêtresse du vaudou) en cas d'adversité tenace, maladies, querelles, malchances.

### Autres religions
Les autres obédiences chrétiennes, la foi musulmane, les religions orientales sont pratiquement inconnues à Camp-Perrin. Certains camp-perrinois fréquentent des loges maçonniques aux Cayes.

## Éducation

### Éducation formelle
L'éducation formelle se fait principalement à travers l'école, dans une moindre mesure par les parents. La carence ou l'absence de structures étatiques laissent aux églises chrétiennes un véritable monopole dans le domaine de l'éducation des enfants.
Les congrégations catholiques jouissent d'à priori positifs, pour dispenser les bonnes manières et le savoir-vivre en société. Les églises protestantes aussi se sont engouffrées dans cette brèche. La religion vaudoue n'intervient pas dans ce domaine.

### Éducation informelle
Sept stations de radio et une chaîne de télévision diffusent diverses émissions de savoir-vivre, de santé et d'éducation religieuse.

## Habitudes alimentaires
Les repas sont pris trois fois dans la journée, si les moyens financiers le permettent: 

### Déjeuner
Café, patates, bananes vertes, œufs brouillés, spaghettis, bouillie de maïs, pain accompagné de bananes mûres constituent ce repas pris le matin avant de commencer les activités de la journée.

### Dîner
Riz ou maïs, purée de haricot, légumes cuits, viande de poulet ou de porc sont souvent servis lors de ce repas, le principal de la journée. Il a souvent lieu dans le courant de l'après-midi et est souvent servi avec une boisson sucrée.

### Souper
Ce repas, pris le soir avant d'aller au lit, considéré comme léger selon les haïtiens, peut être de l'akasan (une sorte de bouillie de maïs épicée, sucrée et mélangée avec du lait de vache), ce peut être aussi du griot (viande de porc frite) et des bananes pesées. Il est souvent préparé et vendu par une marchande du quartier.
À part les fruits, la plupart des aliments sont cuits. Traditionnellement, la cuisinière sert une assiette à chaque membre de la famille qui prend son repas comme il lui plaît, séparément. Si la table est mise lors de fêtes ou d'occasions spéciales, chaque convive se sert lui-même une part du plat placé au centre. Il est rare que la cuisinière, que ce soit la maîtresse de maison ou une servante, rejoigne à table le reste de la maisonnée.

## Loisirs

### Jeux
Les dominos, le poker ou le bésigue sont pratiqués.

### Sport
Le sport le plus pratiqué est le football masculin. Pendant les vacances, plusieurs championnats ont lieu, qui opposent des équipes de différentes zones de la commune. Quelquefois, des compétitions de basket-ball sont organisées. Il existe très peu de loisirs sportifs spécifiquement dédiés aux femmes. Néanmoins, elles constituent une bonne partie du public lors des manifestations sportives.

### Autres loisirs
À l'occasion de la fête patronale, d'autres genres d'activités culturelles et sportives ont parfois lieu : représentations théâtrales, spectacles de danses folkloriques, courses de vélo, courses à pied, foires agro-artisanales, etc.

## Intérêts touristiques

### Habitat
Quelques maisons paysannes sont encore présentes : toits de chaume, murs en claire-voie et en maçonnerie, portes, fenêtres et jalousies en bois.

### La Prise
La Prise du canal d'Avezac à Balanier a été aménagée, il est possible de s'y baigner. Durant la semaine de la fête du village, autour du 26 juillet, des groupes musicaux s'y produisent.

### Kounoubois
La grotte de Kounoubois ou Kounoubwa se trouve à quelques kilomètres du centre-ville.

### Saut-Mathurine
Saut-Mathurine est la plus grosse cascade du pays avec plus de 30 mètres de haut et autant de large.

## Quelques chiffres (2005)
Selon les chiffres de la FENAMH établis en 2005 :

### Démographie
En 2005, on estimait la population à 36 777 habitants (densité : 275 habitants/km2) dont 105 hommes pour 100 femmes. Entre 1982 et 2003, le taux moyen d'accroissement démographique annuel a été de 1 %.
Groupes d'âge
- Moins de 15 ans : 36,3 % ;
- Entre 15 et 64 ans : 57 % ;
- 65 ans et plus : 6,7 %.

### Établissements scolaires
- 62 établissements scolaires dont dix de niveau préscolaire, quarante-et-un de niveau primaire et onze de niveau secondaire.
- 6 centres d'alphabétisation.
- 5 institutions techniques et professionnelles.

### Santé
- Quatre établissements dont trois cliniques et un centre de santé avec lit.
- Quinze médecins, deux dentistes, huit infirmières, seize auxiliaires, trois techniciens de laboratoire et une sage-femme.

### Religion
Il existe 59 lieux de culte dont quinze de confession baptiste, quatorze relevant de l'Église de Dieu, onze églises catholiques ainsi qu'un temple et huit péristyles vaudous.

### Socio-politique
- Sept partis politiques.
- Douze organisations sociopolitiques.
- Quatre coopératives.
- Quatre organisations non gouvernementales (ONG).

### Énergie
- 26 heures par semaine de courant fourni par Électricité d'Haïti (EDH)[38].
- Quelques génératrices et inverters (onduleurs) privés.

### Médias
- Trois stations de radio.
- Une station de télévision.
- Pas de presse écrite.

### Économie
- 173 établissements commerciaux dont 55 grandes boutiques et 48 petites boutiques.
- 5 hôtels (une quinzaine en 2019)
- 3 caisses populaires.
- 8 bureaux de change.
- 5 maisons d'affaires (monts-de-piété)
- 285 banques de borlette (établissements de jeux de loterie)

### Administration et justice
- 1 bureau des contributions[39].
- 1 commissariat de police.
- 1 tribunal de paix (deux en 2019)
- 1 bureau d'état civil.

### Divertissements
- Deux bibliothèques.
- Six night-clubs.
- Deux places publiques.
- Quatre gaguères.
- Deux salles de théâtre.
- Huit sites touristiques et monuments.

La commune est à vingt minutes en voiture de la mer des Caraïbes.